# Kałczowci
Kałczowci (bułg. Калчовци) – wieś w Bułgarii, w obwodzie Gabrowo, w gminie Gabrowo. Miejscowość jest wyludniała.